# Parabotia maculosa
Parabotia maculosa és una espècie de peix de la família dels cobítids i de l'ordre dels cipriniformes.

## Morfologia
Fa 20 cm de llargària màxima.

## Hàbitat i distribució geogràfica
És un peix d'aigua dolça, demersal i de clima temperat, el qual viu al sud de la Xina: Fujian, Guangxi i Hunan, incloent-hi el riu Xi Jiang.

## Amenaces
La seua principal amenaça és la contaminació agrícola i ramadera.

## Observacions
És inofensiu per als humans.